# Мухоловка індійська
Мухоло́вка індійська (Ficedula nigrorufa) — вид горобцеподібних птахів родини мухоловкових (Muscicapidae). Ендемік Індії

## Опис

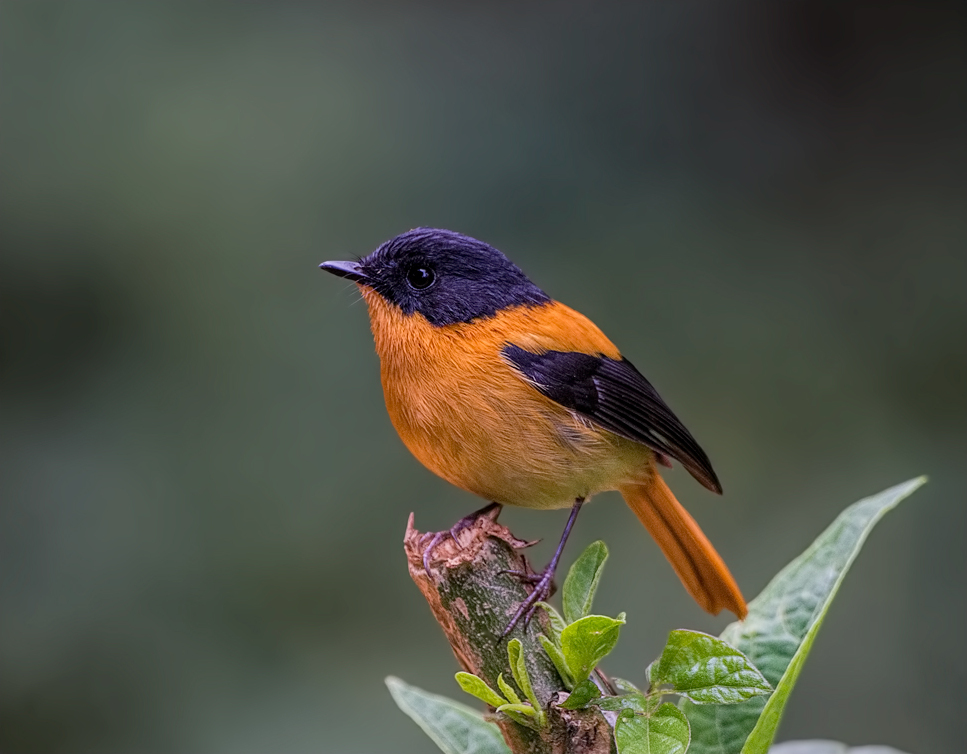
Самець індійської мухоловки

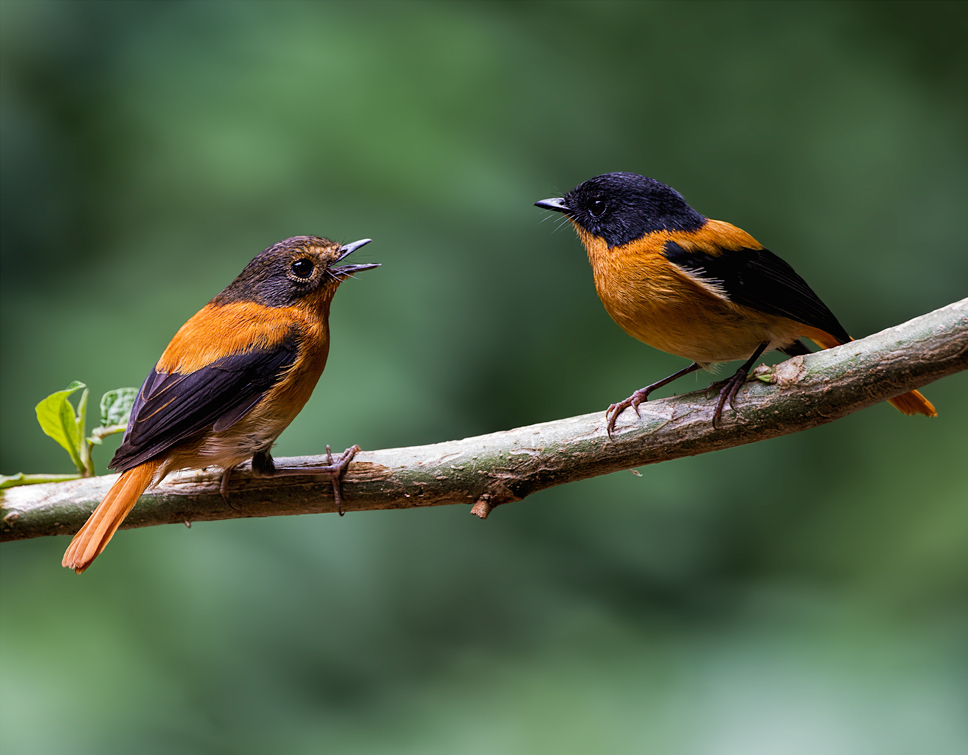
Пара індійських мухоловок

Довжина птаха становить 13 см, вага 7-10 г. Самці мають переважно іржасто-руде забарвлення, голова і крила у них чорні. У самиць голова і крила темно-коричневі, навколо очей у них світлі кільця, живіт білуватий. 
Молоді птахи мають коричнювато-оранжеве забарвлення, живіт і гузка у них білуваті. Голова поцяткована темними смугами, крила синюваті з коричнюватим відтінком. Навколо очей бліді кільця, хвіст оранжевий. Через вісім тижнів після оперення вони набувають дорослого забарвлення.

## Поширення і екологія
Індійські мухоловки мешкають в центральних і південних Західних Гатах, горах Нілґірі, Паламі і Білігіріранга на півдні півострова Індостан. Вони живуть у вологих гірських тропічних лісах шола з густим бамбуковим, стробілянтовим і ротанговим підліском та з густою підстилкою з опалого листя, на кардамонових і кавових плантаціях та у вологих заростях в ярах, на висоті понад 700 м над рівнем моря, переважно на висоті понад 1500 м над рівнем моря. Зустрічаються поодинці або парами, ведуть осілий спосіб життя. 

## Поведінка
Індійські мухоловки живляться комахами та іншими безхребетними, яких шукають в підліску. Сезон розмноження триває з березня по липень. Індійські мухоловки є моногамними, територіальними птахами, утворюють тривалі пари. Гніздо велике, кулеподібне з бічним входом, робиться з трави, сухого листя і папороті, розміщується в чагарниках, на висоті від 0,3 до 0,9 м над землею. В кладці 2 яйця.